# Miguel Alcañiz

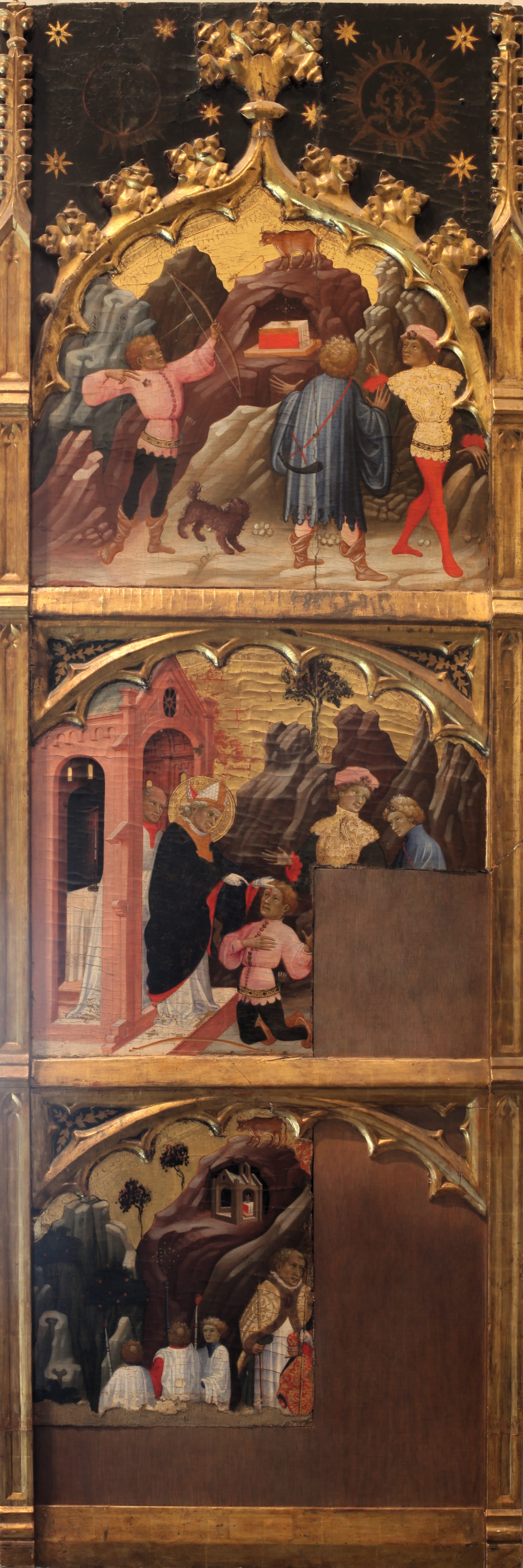
Leyenda de San Miguel, Lyon.

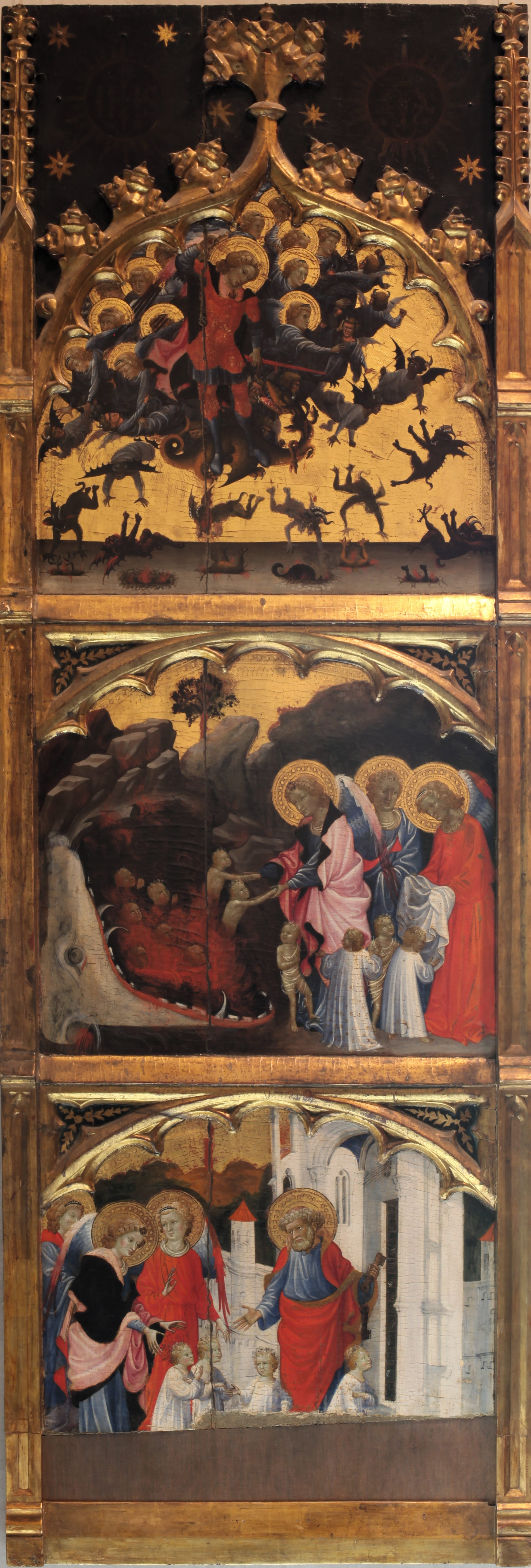
Leyenda de San Miguel, Lyon.

Miguel Alcañiz o Miquel Alcanyís fue un pintor gótico valenciano del siglo XV, del llamado estilo internacional. Hasta su identificación, sus obras se atribuían a un maestro anónimo denominado Maestro de Gil y Pujades: los murales desaparecidos de la capilla mayor de la Catedral de Valencia (1432), un Retablo de la Santa Cruz conservado en el Museo de Bellas Artes de Valencia y las tablas laterales de un Retablo de San Miguel conservado en el Musée des Beaux-Arts de Lyon (datado ca. 1421).
Se relacionó con Francesc Serra y quizá también con Marçal de Sax. Probablemente estuvo en Florencia en 1422, donde se le puede identificar con el llamado Maestro del Bambino Vispo (aunque existen otras identificaciones de este maestro anónimo -Pietro di Domenico da Montepulciano, Parri Spinelli y Gherardo Starnina-).

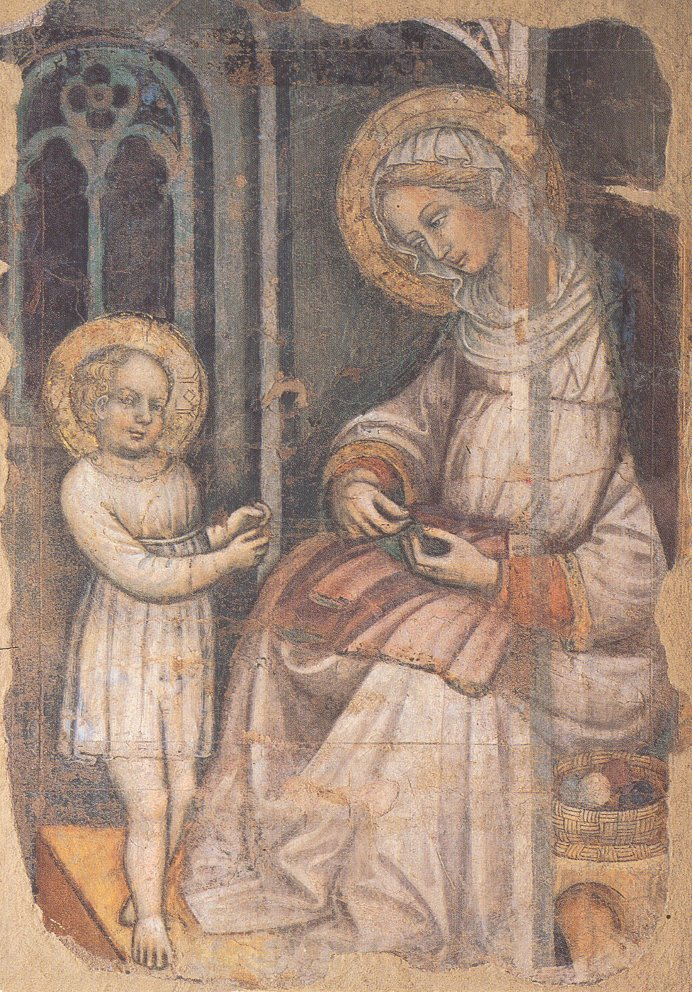
Santa Ana y la Virgen niña cosiendo, fresco del "Maestro del Bambino Vispo", Museo dell'Opera di Santa Croce, Florencia.
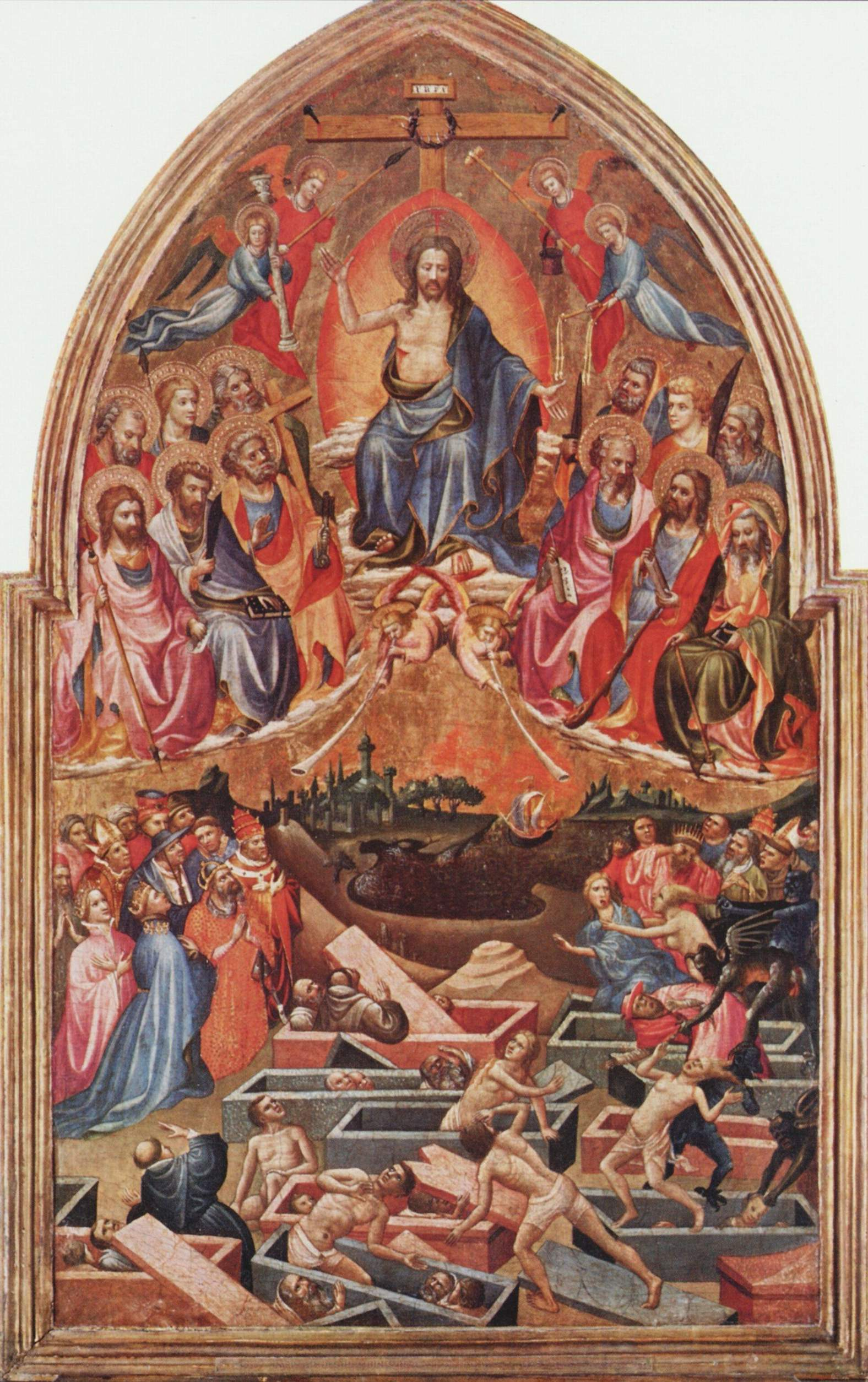
Juicio Final, del "Maestro del Bambino Vispo", ca. 1422, Alte Pinakothek, Múnich.

En 1434 pasó a Mallorca; allí pintó las obras atribuidas al Maestro de Alcudia: las tablas de la rectoría de Alcudia (1442), el Retablo de la Merced del convento de la Concepción y el Díptico de la Verónica conservado en el Museo Arqueológico de Mallorca.

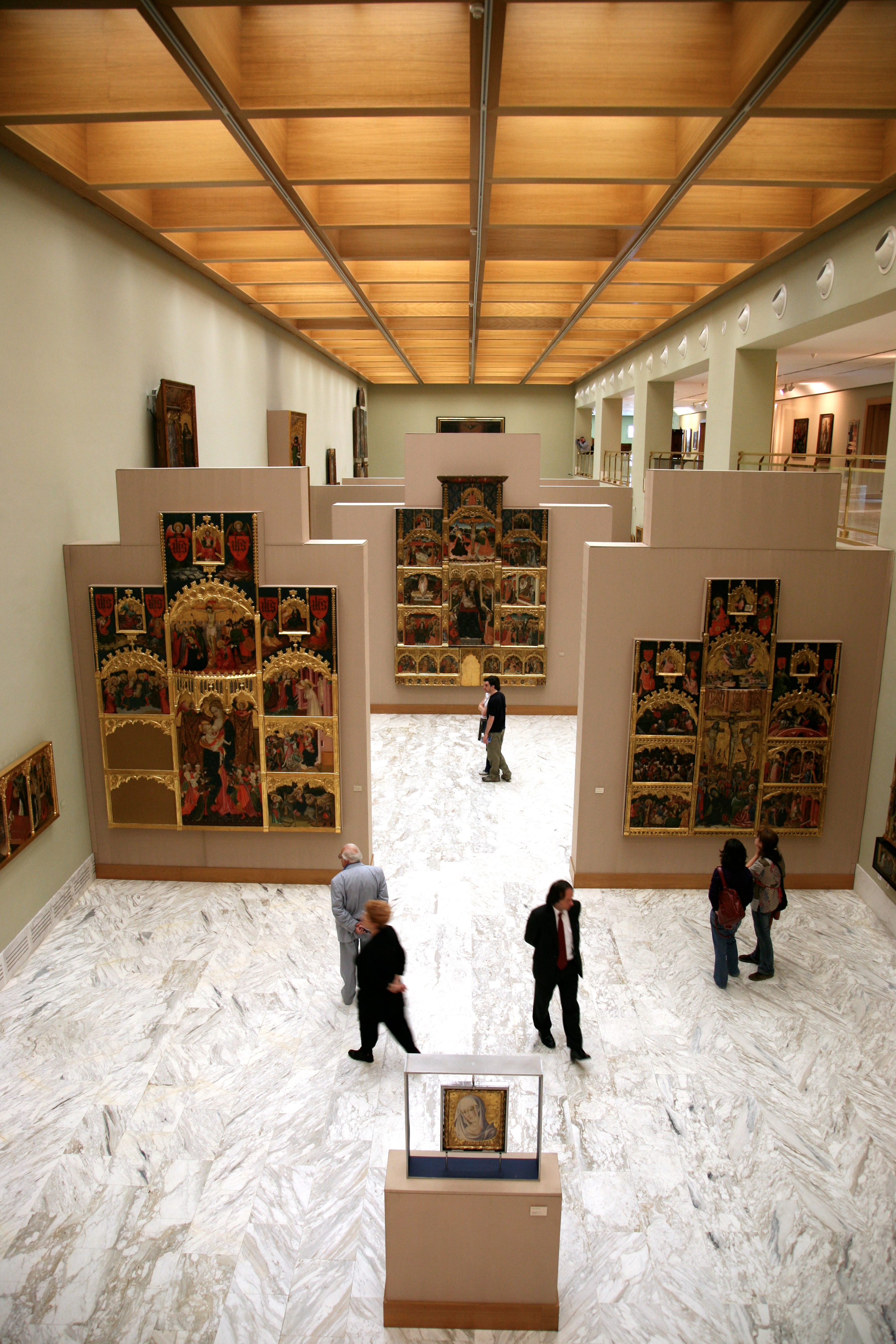
Sala del Museo de Bellas Artes de Valencia. A la derecha de la imagen, el Retablo de la Santa Cruz.
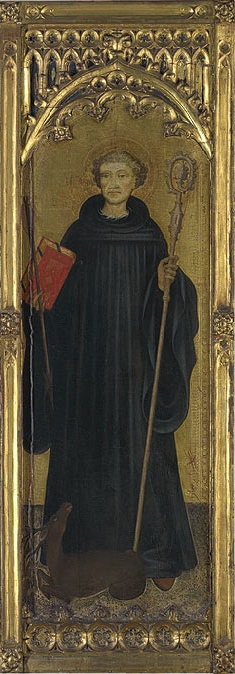
San Gil, tabla de un retablo mayor (San Gil con Cristo triunfante sobre Satán y la misión de los apóstoles). Metropolitan Museum, Nueva York.